# 庄内通出入口

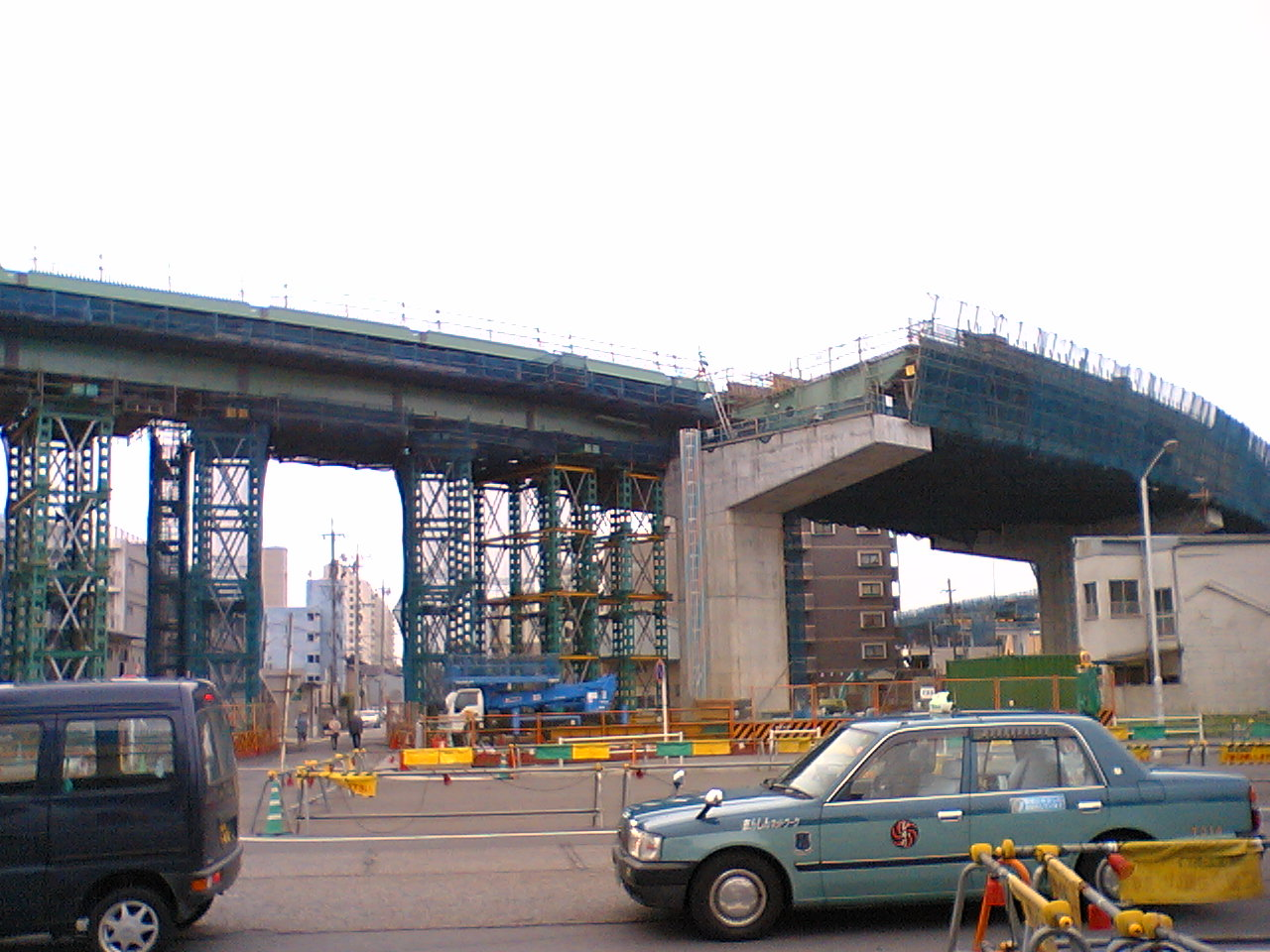
庄内通出入口付近（2006年4月）

庄内通出入口（しょうないどおりでいりぐち）とは、愛知県名古屋市西区にある名古屋高速6号清須線の出入口である。明道町JCT方面へのみ出入りが可能である。隣の鳥見町出入口とは非常に近く、事実上セットでフルランプのような役割を果たしている。

## 接続する道路
- 愛知県道63号名古屋江南線

## 料金所

### 都心環状方面
- レーン数：2
  - ETC専用：1
  - 一般：1

## 利用台数
名古屋市統計年鑑による利用台数の推移
| 2007年（平成19年）度 | 102681台 |  |
| 2008年（平成20年）度 | 373547台 |  |
| 2009年（平成21年）度 | 419157台 |  |
| 2010年（平成22年）度 | 473443台 |  |
| 2011年（平成23年）度 | 469148台 |  |
| 2012年（平成24年）度 | 501742台 |  |
| 2013年（平成25年）度 | 549401台 |  |

## 隣
名古屋高速6号清須線
(601,611)明道町出入口 - (602,612)庄内通出入口 - (603,613)鳥見町出入口